# Gotan Project
Gotan Project è un gruppo musicale formato nel 1999 dal francese Philippe Cohen Solal (tastiere), dallo svizzero Christoph H. Müller (programmazione strumenti elettronici) e dall'argentino Eduardo Makaroff (chitarra ed alcuni strumenti a corda). La formazione di base si avvale inoltre della collaborazione di alcuni musicisti argentini, tra i quali il pianista Gustavo Beytelmann e la cantante Cristina Vilallonga.
Lo stile musicale è il tango, da cui la parola gotan (termine dello slang francese Verlan che inverte le sillabe di ogni bisillabo) con basi ritmiche tipiche della musica elettronica e house; ne risulta una miscela tra vecchi strumenti tradizionali del tango argentino, come il bandoneón, ed alcuni nuovi strumenti musicali, come campionatori e drum machine.
Le prime apparizioni risalgono al 1999, quando una loro cover di Last Tango in Paris, brano di Gato Barbieri, viene inserita nella compilation Hotel Costes, selezionata dal noto DJ Stéphane Pompougnac. Molti dei DJ più quotati iniziarono ad inserire pezzi dei Gotan Project nelle loro playlist, o ne realizzarono remix di gran successo. Alcuni di loro verranno poi citati nel brano Chunga's revenge, cover di un brano di Frank Zappa.
Nel 2001 pubblicano l'album La revancha del tango, che ha venduto oltre 1.000.000 di copie.
Numerose sono le pubblicità, documentari o servizi televisivi che usano un loro brano come colonna sonora, tra cui Triptico (La revancha del tango) nel documentario di Erik Gandini Surplus, Una Musica Brutal come sigla del programma radiofonico Melog 2.0, condotto da Gianluca Nicoletti e in onda su Radio 24; Epoca (La revancha del tango) e Diferente (Lunático) usate in diverse trasmissioni televisive e pubblicità.

## Discografia

### Album studio
- 2001 – La revancha del tango
- 2006 – Lunático
- 2010 – Tango 3.0

### EP
- 2001 – Gotan Project Remixes
- 2006 – Live At Kcrw
- 2007 – El Norte
- 2008 – Exclusive Traicks
- 2010 – Tango 3.0 - The Remix EP

### Remix
- 2004 – Inspiración Espiración
- 2011 – La Revancha En Cumbis

### Live
- 2008 – Gotan Project Live

### Raccolte
- 2008 – Gotan Object
- 2011 – Best Of
- 2014 – Club Secreto